# Сен-Кантен
Сен-Канте́н (фр. Saint-Quentin) — місто та муніципалітет у Франції, у регіоні О-де-Франс, департамент Ена. Населення — 52 958 осіб (01.01.2021).
Муніципалітет розташований на відстані близько 130 км на північний схід від Парижа, 75 км на схід від Ам'єна, 40 км на північний захід від Лана.

## Демографія
Динаміка населення (Cassini і INSEE ):
Розподіл населення за віком та статтю (2006):
| Стать | Всього | До 15 років | 15-24 | 25-44 | 45-64 | 65-85 | Понад 85 |
| --- | ------ | ----------- | ----- | ----- | ----- | ----- | -------- |
| Чоловіки | 26 298 | 5509        | 3929  | 6742  | 6563  | 3333  | 222      |
| Жінки | 30 474 | 5349        | 3944  | 7300  | 7346  | 5753  | 782      |
| \| Статево-вікова піраміда \| Статево-вікова піраміда \| Статево-вікова піраміда \| \| ----------------------- \| ----------------------- \| ----------------------- \| \| Чоловіки \| Вік \| Жінки \| \| 222 \| 85 + \| 782 \| \| 615 \| 80-84 \| 1339 \| \| 842 \| 75-79 \| 1462 \| \| 939 \| 70-74 \| 1596 \| \| 937 \| 65-69 \| 1356 \| \| 1189 \| 60-64 \| 1297 \| \| 1875 \| 55-59 \| 1985 \| \| 1769 \| 50-54 \| 2086 \| \| 1730 \| 45-49 \| 1978 \| \| 1567 \| 40-44 \| 1915 \| \| 1603 \| 35-39 \| 1796 \| \| 1779 \| 30-34 \| 1806 \| \| 1793 \| 25-29 \| 1783 \| \| 2008 \| 20-24 \| 1949 \| \| 1921 \| 15-20 \| 1995 \| \| 1780 \| 10-14 \| 1712 \| \| 1758 \| 5-9 \| 1860 \| \| 1971 \| 0-4 \| 1777 \| |        |             |       |       |       |       |          |
| Статево-вікова піраміда |        |             |       |       |       |       |          |
| Чоловіки | Вік    | Жінки       |       |       |       |       |          |
| 222 | 85 +   | 782         |       |       |       |       |          |
| 615 | 80-84  | 1339        |       |       |       |       |          |
| 842 | 75-79  | 1462        |       |       |       |       |          |
| 939 | 70-74  | 1596        |       |       |       |       |          |
| 937 | 65-69  | 1356        |       |       |       |       |          |
| 1189 | 60-64  | 1297        |       |       |       |       |          |
| 1875 | 55-59  | 1985        |       |       |       |       |          |
| 1769 | 50-54  | 2086        |       |       |       |       |          |
| 1730 | 45-49  | 1978        |       |       |       |       |          |
| 1567 | 40-44  | 1915        |       |       |       |       |          |
| 1603 | 35-39  | 1796        |       |       |       |       |          |
| 1779 | 30-34  | 1806        |       |       |       |       |          |
| 1793 | 25-29  | 1783        |       |       |       |       |          |
| 2008 | 20-24  | 1949        |       |       |       |       |          |
| 1921 | 15-20  | 1995        |       |       |       |       |          |
| 1780 | 10-14  | 1712        |       |       |       |       |          |
| 1758 | 5-9    | 1860        |       |       |       |       |          |
| 1971 | 0-4    | 1777        |       |       |       |       |          |

## Економіка
2010 року серед 35 467 осіб працездатного віку (15—64 років) 23 581 була активною, 11 886 — неактивними (показник активності 66,5%, у 1999 році було 68,0%). З 23 581 активної мешканців працювало 18 650 осіб (9846 чоловіків та 8804 жінки), безробітними було 4931 (2594 чоловіки та 2337 жінок). Серед 11 886 неактивних 3672 особи були учнями чи студентами, 3414 — пенсіонерами, 4800 були неактивними з інших причин.

У 2010 році в муніципалітеті було 25350 оподаткованих домогосподарств, у яких проживали 55474,5 особи, медіана доходів виносила 14 388 євро на одного особоспоживача

## Культура
В Сен-Кантені народились видатний французький філолог і бібліограф Люк Ашері та знаменитий портретист доби рококо Моріс Кантен де Латур. Художник заснував у рідному місті Королівську школу малюнку, яка згодом була перетворена на Музей Антуана Лекюйє, в якому зберігається найбільша збірка робіт де Латура.

## Галерея

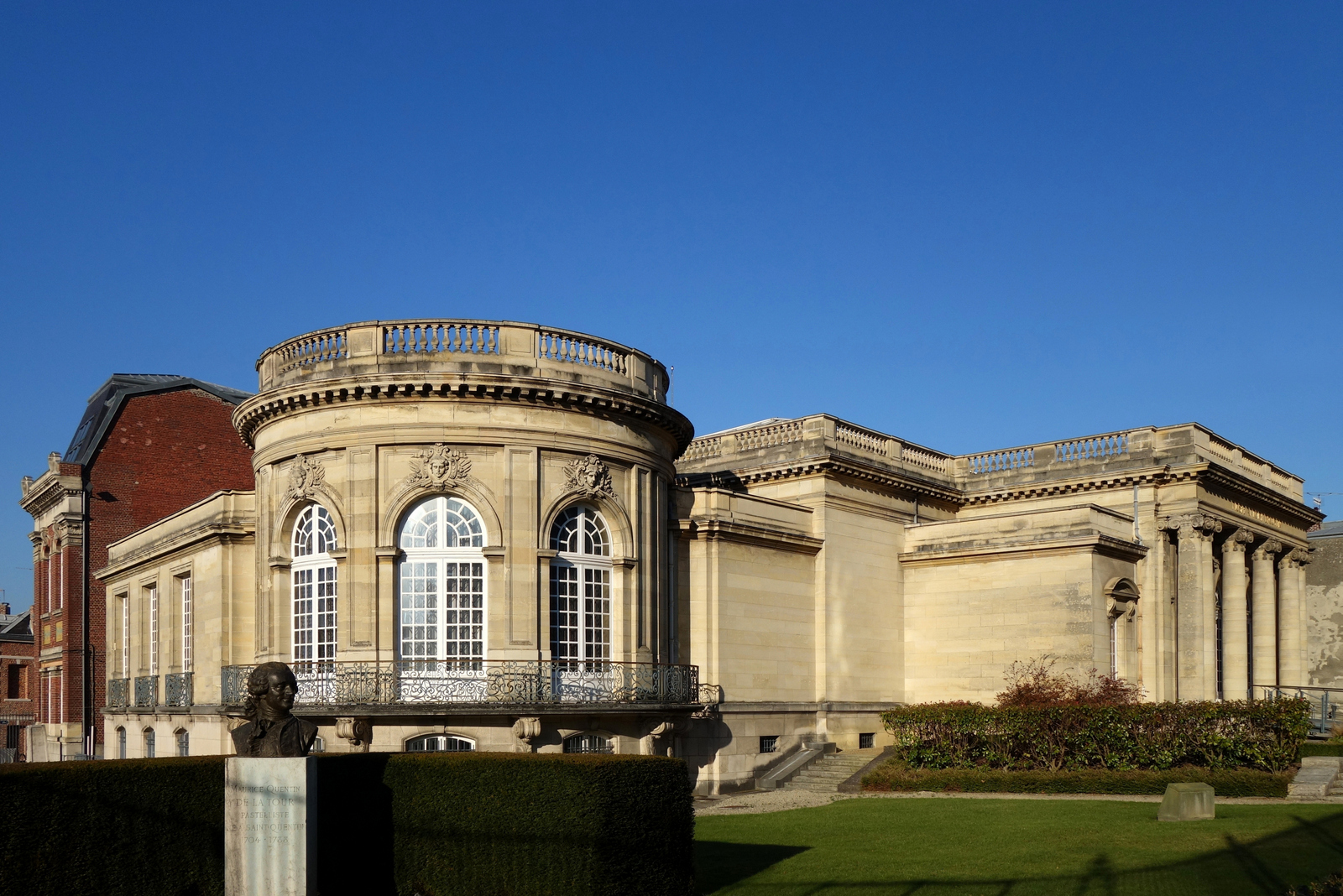
Музей Антуана Лекюйє.
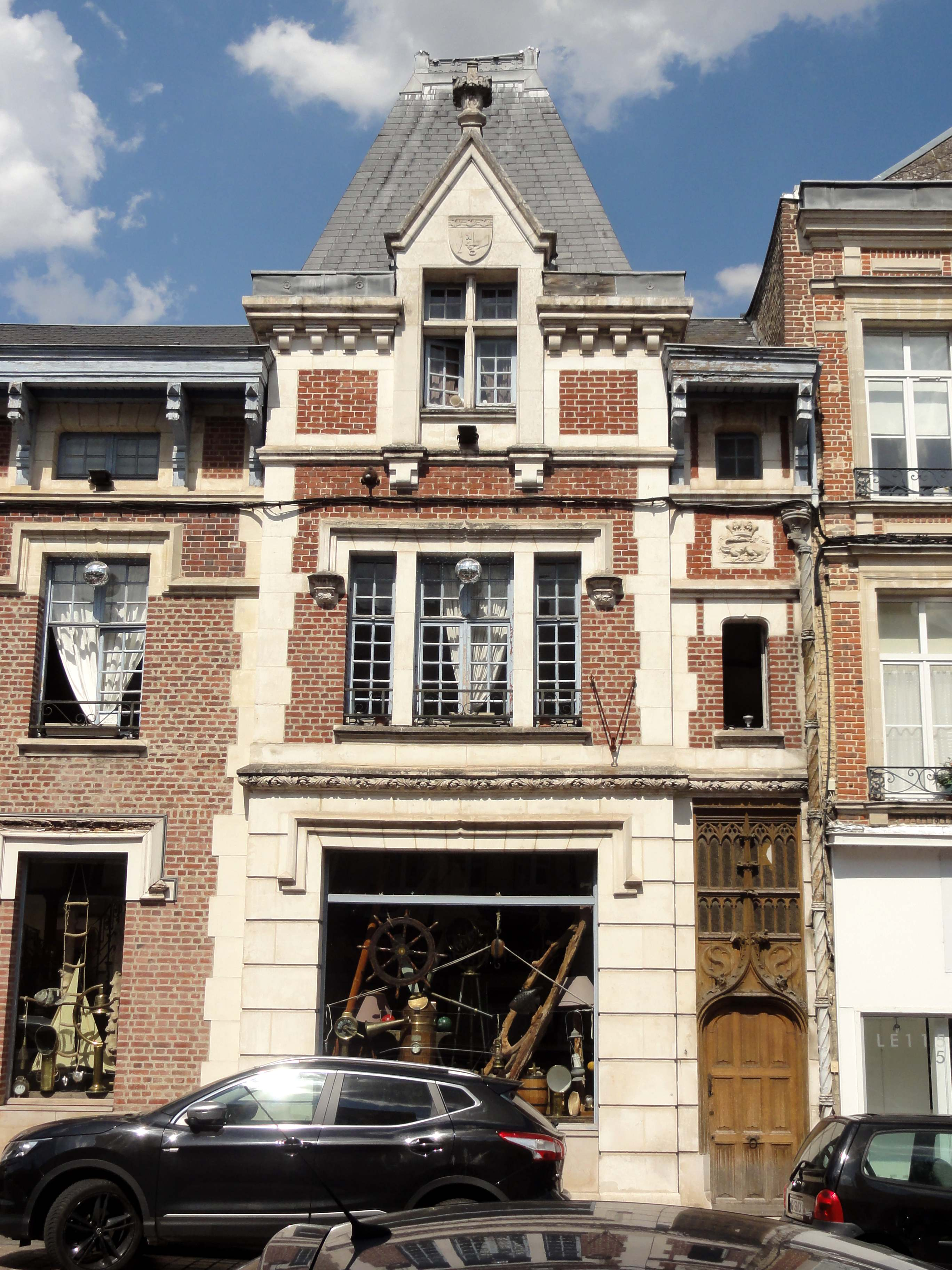
Вілла д'Ісле.
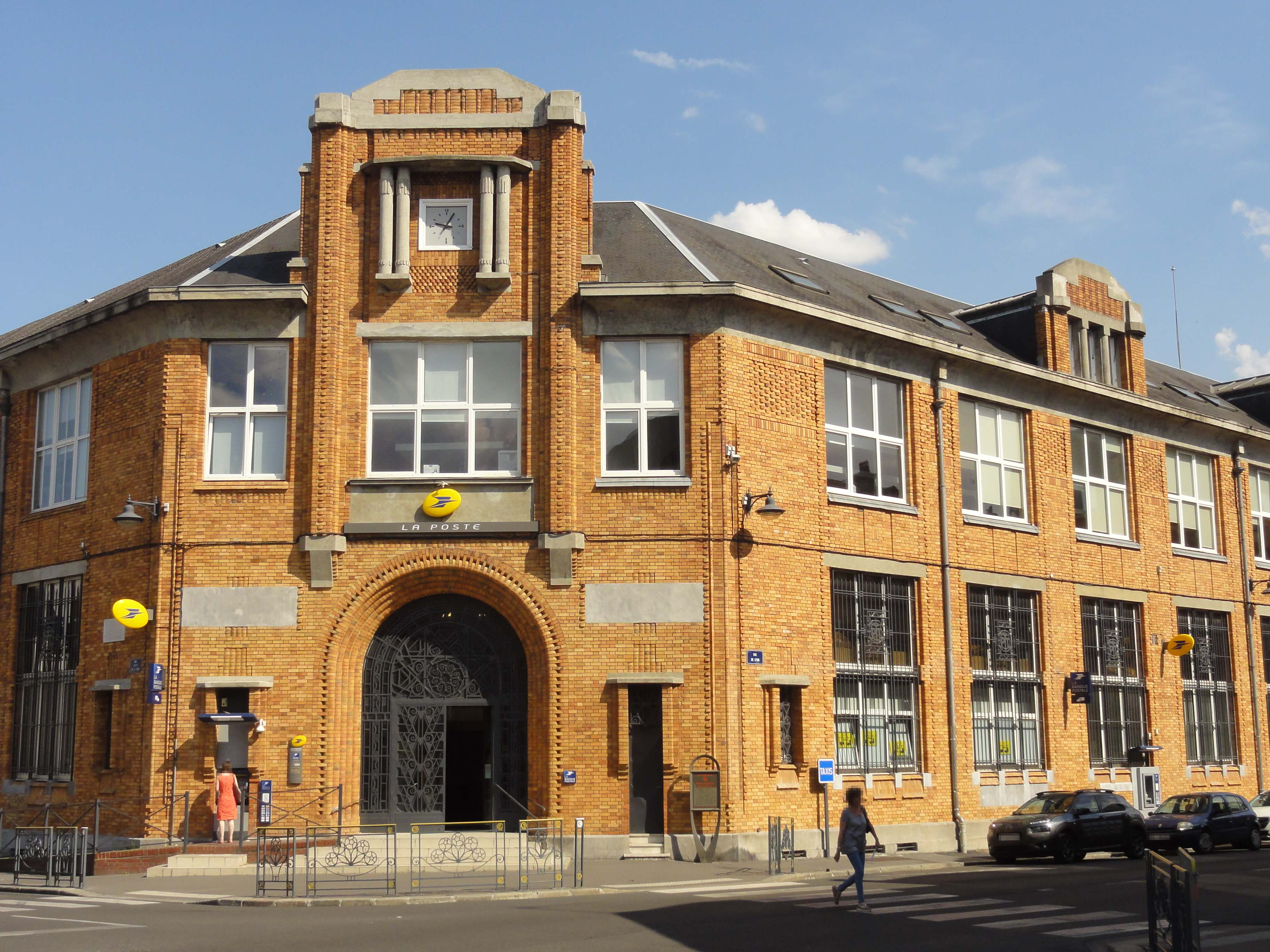
Будівля пошти на Ліонській вулиці.
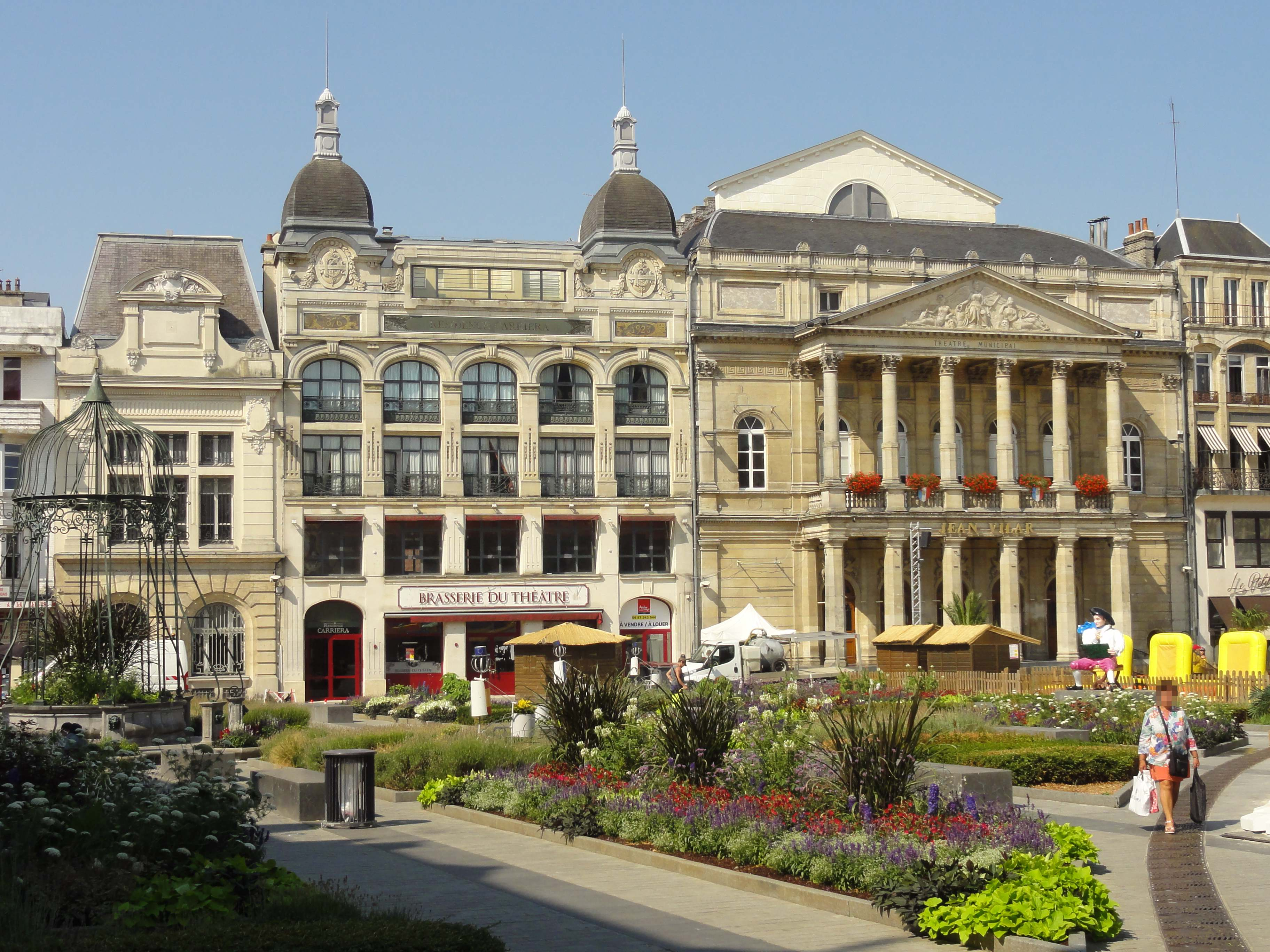
Театр Жана Вілара.